# Allograpta pulchra
Allograpta pulchra är en tvåvingeart som beskrevs av Shannon 1927. Allograpta pulchra ingår i släktet Allograpta och familjen blomflugor. Inga underarter finns listade i Catalogue of Life.